# روجر سبرينغر
روجر سبرينغر (بالإنجليزية: Roger Springer)‏ هو مغن مؤلف ومغني أمريكي، ولد في 15 يونيو 1962.

## وصلات خارجية
- روجر سبرينغر على موقع ميوزك برينز (الإنجليزية)
- روجر سبرينغر على موقع ديسكوغز (الإنجليزية)